# Afroedura tembulica
Afroedura tembulica — вид геконоподібних ящірок родини геконових (Gekkonidae). Ендемік Південно-Африканської Республіки.

## Поширення і екологія
Afroedura tembulica мешкають в регіоні Тембуланд в центрі Східнокапської провінції. Вони живуть серед скельних виступів в саванах, зустрічаються на висоті від 1150 до 1800 м над рівнем моря.